# Burie
Burie település Franciaországban, Charente-Maritime megyében. Lakosainak száma 1337 fő (2022. január 1.). Burie Migron, Saint-Bris-des-Bois, Villars-les-Bois és Val-de-Cognac községekkel határos.

## Népesség
A település népességének változása:
| Lakosok száma | 1263 | 1111 | 1209 | 1260 | 1266 | 1264 | 1279 | 1303 | 1324 | 1337 |
|               | 1968 | 1982 | 1990 | 2006 | 2013 | 2015 | 2017 | 2019 | 2020 | 2022 |